# Clover (warenhuis)
Clover was een discount warenhuisketen met 26 winkels, gerund door Strawbridge &amp; Clothier in Pennsylvania, New Jersey en Delaware. Clover-winkels hadden een gemiddelde oppervlakte van 7.400 m², maar de eerste vijf winkels die het opende waren groter met oppervlaktes tussen 8.800 m² en 9.300 m².

## Geschiedenis
De eerste Clover-winkel werd in 1971 geopend in Cherry Hill, New Jersey. Het management van Strawbridge & Clothier baseerde de Clover-winkelformule op de Target -winkelketen van Dayton Hudson en de Gold Circle discount warenhuizen van Federated. De naam is afgeleid van de periodieke verkoopdagen van Strawbridge & Clothier, de Clover Days. De overeenkomsten met Target waren duidelijk zichtbaar gedurende het hele bestaan van Clover. De eerste locaties waren onder andere een supermarkt (Clovermarket) naast de hoofdvestiging. S&C heeft de supermarkten niet lang gerund en ze zijn omgebouwd naar Acme of PLUS (een no-nonsense-formule van A&P).
In 1978 ging Strawbridge & Clothier een partnerschap aan met The Rouse Company en ontwikkelden twee miniwinkelcentra naast hun winkels in Cinnaminson en Center Square, die de naam Clover Square kregen. Er waren zowel landelijke en regionale winkelketens als zelfstandige winkels. De winkelcentra werden geopend met een foodcourt in een hoek van de vierkante gang. Deze winkelcentra heetten later Outlet Square. Nu zijn het allebei supermarkten.
In 1995 werd Strawbridge's overgenomen door May Department Stores. Kimco Realty Corporation betaalde $ 35,5 miljoen voor 23 Clover-winkels, waardoor Strawbridge er drie Clover-locaties bij kreeg. Kohl's kocht vervolgens vijf Clover-winkels. Kimco liquideerde de Clover-winkels en verkocht de gebouwen. Vanwege ongunstige huurovereenkomsten konden de Clover-winkels in de Shore Mall in Egg Harbor Township, New Jersey en het Penrose Plaza in het zuidwesten van Philadelphia niet samen met de rest van de keten worden afgestoten. Gordon Brothers Partners, Inc. uit Boston werd aangetrokken om de 23 verkochte winkels te liquideren en de resterende drie winkels tot en met 31 december 1996 te exploiteren.
Het moederbedrijf van Strawbridge, May Department Stores, werd in 2006 verkocht aan Federated Department Stores en de naam van Strawbridge werd omgedoopt tot Macy's .
Clover liep qua innovatie ver vooruit op zijn tijd en introduceerde begin jaren 1970 een van de eerste geautomatiseerde klantenservicesystemen met drukknoppen. Thomas Atkinson, een medewerker van Clover die er al lang werkte, stelde een systeem in waarmee klanten die hulp nodig hadden, op een knop konden drukken in het gebied waar ze hulp nodig hadden. Hierdoor ging er een alarm af bij de klantenservicebalie. De klantenservicemedewerker stuurde vervolgens een bericht aan de medewerkers in de hele winkel en riep een medewerker op om naar de afdeling te komen. Als het systeem bij het derde alarm nog niet door een reagerende medewerker was gereset, riep de medewerker van de servicedesk de dienstdoende filiaalmanager op. Zo kon worden gegarandeerd dat de klant werd geholpen. Clover gebruikte volledige productcodes voor het opzoeken van zowel afgeprijsde als reguliere goederen en gebruikte handscanners voordat deze bij een andere non-food winkelketens werden gebruikt. Bovendien gingen ze vlak voor de sluiting over op een systeem voor winkelbeheer, ontvangst en distributie dat model staat voor alle grote winkelketens in Amerika.
Toen Clover sloot, werden veel van zijn winkels overgenomen door Kohl's, met de eerste grote uitbreiding naar de oostkust.